# Championship League 2016
Die Championship League 2016 war ein Snooker-Einladungsturnier im Rahmen der Snooker Main Tour der Saison 2015/16, welches im Zeitraum vom 4. Januar bis zum 3. März 2016 im Crondon Park Golf Club in Stock, Essex, England in mehreren Einzelrunden ausgetragen wurde. Es war die insgesamt neunte Auflage der Championship League. Titelverteidiger war der Engländer Stuart Bingham.
Bereits zum dritten Mal nach 2009 und 2014 gewann Judd Trump den Titel. Er besiegte Ronnie O’Sullivan im Finale mit 3:2.

## Preisgeld
Da es sich bei der Championship League um ein Einladungsturnier handelt, floss das Preisgeld nicht in die Weltranglistenwertung ein. Wie im Vorjahr waren für das Turnier 205.000 £ ausgelobt, davon wurden 179.700 £ ausgeschüttet.
| Gruppen 1–7                            | Preisgeld |
| -------------------------------------- | --------- |
| Sieger                                 | 3.000 £   |
| Finalist                               | 2.000 £   |
| Halbfinalist                           | 1.000 £   |
| Prämie pro Framegewinn (K.-o.-Phase)   | 300 £     |
| Prämie pro Framegewinn (Gruppenspiele) | 100 £     |
| Höchstes Break                         | 500 £     |

| Winners’ Group                         | Preisgeld |
| -------------------------------------- | --------- |
| Turniersieger                          | 10.000 £  |
| Finalist                               | 5.000 £   |
| Halbfinalist                           | 3.000 £   |
| Prämie pro Framegewinn (K.-o.-Phase)   | 300 £     |
| Prämie pro Framegewinn (Gruppenspiele) | 200 £     |
| Höchstes Break                         | 1.000 £   |

## Gruppen 1–7
In jeder der sieben Gruppen traten sieben Spieler im Round-Robin-Modus gegeneinander an. Die ersten vier Spieler jeder Gruppe qualifizierten sich für eine K.-o.-Phase, in welcher der Gruppensieger bestimmt wurde. Nur er qualifizierte sich für die abschließende Winners’ Group. In der K.-o.-Phase unterlegene sowie der auf Rang 5 platzierte Spieler traten in der folgenden Gruppe wieder an. Die beiden Gruppenletzten schieden aus dem Turnier aus.

### Gruppe 1
Die Spiele der ersten Gruppe fanden am 4. und 5. Januar 2016 statt. Zum Auftakt gab es eine Neuauflage der Masters-Begegnung zwischen Ronnie O’Sullivan und Mark Williams, die der Engländer mit 3:2 für sich entschied. O’Sullivan gewann anschließend auch die restlichen 5 Gruppenspiele und zog mit souveränen 3:0-Siegen über Ricky Walden und Robert Milkins als erster Spieler in die Winners’ Group ein. Er krönte seine starke Leistung mit sieben Century Breaks, darunter das 800. in seiner Karriere – ein neuer Meilenstein der Snookergesichte.
John Higgins konnte nicht an seine Leistungen der letzten Turniere anknüpfen und schied zusammen mit Ryan Day aus dem Wettbewerb aus. Für eine Skurrilität sorgte Ricky Walden im ersten Frame der Partie gegen Ronnie O’Sullivan: er traf dreimal Pink trotz anspielbarer Roten und verlor mit 0:18. Er qualifizierte sich zusammen mit Robert Milkins, Mark Williams, und Barry Hawkins für Gruppe 2.

#### Gruppenspiele
| 1 | Ronnie O’Sullivan | 3:2 | Mark Williams     | 8  | Ryan Day          | 2:3 | Ricky Walden   | 15 | John Higgins      | 0:3 | Ryan Day       |
| 2 | John Higgins      | 0:3 | Barry Hawkins     | 9  | Mark Williams     | 3:2 | Barry Hawkins  | 16 | Barry Hawkins     | 1:3 | Ricky Walden   |
| 3 | Ricky Walden      | 0:3 | Ronnie O’Sullivan | 10 | Robert Milkins    | 1:3 | Ricky Walden   | 17 | Ronnie O’Sullivan | 3:1 | Robert Milkins |
| 4 | Robert Milkins    | 3:2 | Ryan Day          | 11 | Ryan Day          | 2:3 | Barry Hawkins  | 18 | Mark Williams     | 3:1 | Ricky Walden   |
| 5 | Mark Williams     | 3:1 | John Higgins      | 12 | John Higgins      | 3:1 | Ricky Walden   | 19 | John Higgins      | 3:2 | Robert Milkins |
| 6 | Barry Hawkins     | 2:3 | Robert Milkins    | 13 | Ronnie O’Sullivan | 3:2 | Ryan Day       | 20 | Mark Williams     | 3:1 | Ryan Day       |
| 7 | Ronnie O’Sullivan | 3:2 | John Higgins      | 14 | Mark Williams     | 1:3 | Robert Milkins | 21 | Ronnie O’Sullivan | 3:1 | Barry Hawkins  |

#### Tabelle
| Pos. | Spieler           | Gegner | Gegner | Gegner | Gegner | Gegner | Gegner | Gegner | Partien | Frames | Punkte | Preisgeld NB  |
| ---- | ----------------- | ------ | ------ | ------ | ------ | ------ | ------ | ------ | ------- | ------ | ------ | ------------- |
| Pos. | Spieler           | SUL    | WIL    | MIL    | WAL    | HAW    | HIG    | DAY    | Partien | Frames | Punkte | Preisgeld NB  |
| 1    | Ronnie O’Sullivan |        | 3      | 3      | 3      | 3      | 3      | 3      | 6:0     | 18:80  | 6      | 6.600 £       |
| 2    | Mark Williams     | 2      |        | 1      | 3      | 3      | 3      | 3      | 4:2     | 15:11  | 4      | 2.800 £       |
| 3    | Robert Milkins    | 1      | 3      |        | 1      | 3      | 2      | 3      | 3:3     | 13:14  | 3      | 4.200 £       |
| 4    | Ricky Walden      | 0      | 1      | 3      |        | 3      | 1      | 3      | 3:3     | 11:13  | 3      | HB 2.600 £ HB |
| 5    | Barry Hawkins     | 1      | 2      | 2      | 1      |        | 3      | 3      | 2:4     | 12:14  | 2      | 1.200 £       |
| 6    | John Higgins      | 2      | 1      | 3      | 3      | 2      |        | 0      | 2:4     | 09:15  | 2      | 0.900 £       |
| 7    | Ryan Day          | 2      | 1      | 2      | 2      | 2      | 3      |        | 1:5     | 12:15  | 1      | 1.200 £       |

|  | Qualifikation für das Halbfinale der Gruppe 1 |
|  | Qualifikation für Gruppe 2                    |

#### K.-o.-Phase
|  | Halbfinale Best of 5 Frames | Halbfinale Best of 5 Frames | Halbfinale Best of 5 Frames |  |  | Finale Best of 5 Frames | Finale Best of 5 Frames | Finale Best of 5 Frames |
|  |                             |                             |                             |  |  |                         |                         |                         |
|  |                             |                             |                             |  |  |                         |                         |                         |
|  | 1                           | Ronnie O’Sullivan           | 3                           |  |  |                         |                         |                         |
|  | 4                           | Ricky Walden                | 0                           |  |  |                         |                         |                         |
|  |                             |                             |                             |  |  | 1                       | Ronnie O’Sullivan       | 3                       |
|  |                             |                             |                             |  |  | 3                       | Robert Milkins          | 0                       |
|  | 2                           | Mark Williams               | 1                           |  |  |                         |                         |                         |
|  | 3                           | Robert Milkins              | 3                           |  |  |                         |                         |                         |
|  |                             |                             |                             |  |  |                         |                         |                         |

### Gruppe 2
Die Spiele der Gruppe 2 wurden zwischen dem 6. und 7. Januar 2016 ausgetragen. Gesetzt waren die drei Engländer Mark Selby, Judd Trump und Joe Perry. Aus Gruppe 1 kamen Robert Milkins, Mark Williams, Ricky Walden und Barry Hawkins dazu. Selby begann stark und gewann alle sechs Partien in der Gruppenphase. Allerdings schied er im Halbfinale mit 0:3 gegen Judd Trump aus. Dieser bezwang anschließend Mark Williams im Finale mit 3:1 und ist nach Ronnie O’Sullivan der zweite Spieler, der in die Winners’ Group einzieht. Williams, Selby, Perry und Walden ziehen weiter in Gruppe 3, Hawkins und der zuletzt starke Milkins schieden aus dem Turnier aus.

#### Gruppenspiele
| 1 | Mark Selby    | 3:2 | Judd Trump     | 8  | Robert Milkins | 1:3 | Ricky Walden   | 15 | Joe Perry     | 3:2 | Robert Milkins |
| 2 | Joe Perry     | 2:3 | Barry Hawkins  | 9  | Judd Trump     | 3:0 | Barry Hawkins  | 16 | Barry Hawkins | 3:0 | Ricky Walden   |
| 3 | Ricky Walden  | 0:3 | Mark Selby     | 10 | Mark Williams  | 2:3 | Ricky Walden   | 17 | Mark Selby    | 3:2 | Mark Williams  |
| 4 | Mark Williams | 3:1 | Robert Milkins | 11 | Robert Milkins | 3:1 | Barry Hawkins  | 18 | Judd Trump    | 0:3 | Ricky Walden   |
| 5 | Judd Trump    | 1:3 | Joe Perry      | 12 | Joe Perry      | 3:1 | Ricky Walden   | 19 | Joe Perry     | 1:3 | Mark Williams  |
| 6 | Barry Hawkins | 1:3 | Mark Williams  | 13 | Mark Selby     | 3:1 | Robert Milkins | 20 | Judd Trump    | 3:1 | Robert Milkins |
| 7 | Mark Selby    | 3:1 | Joe Perry      | 14 | Judd Trump     | 3:2 | Mark Williams  | 21 | Mark Selby    | 3:0 | Barry Hawkins  |

#### Tabelle
| Pos. | Spieler        | Gegner | Gegner | Gegner | Gegner | Gegner | Gegner | Gegner | Partien | Frames | Punkte | Preisgeld NB  |
| ---- | -------------- | ------ | ------ | ------ | ------ | ------ | ------ | ------ | ------- | ------ | ------ | ------------- |
| Pos. | Spieler        | SEL    | WIL    | PER    | TRU    | WAL    | HAW    | MIL    | Partien | Frames | Punkte | Preisgeld NB  |
| 1    | Mark Selby     |        | 3      | 3      | 3      | 3      | 3      | 3      | 6:0     | 18:60  | 6      | 2.800 £       |
| 2    | Mark Williams  | 2      |        | 3      | 2      | 2      | 3      | 3      | 3:3     | 15:12  | 3      | HB 5.200 £ HB |
| 3    | Joe Perry      | 1      | 1      |        | 3      | 3      | 2      | 3      | 3:3     | 13:13  | 3      | 2.300 £       |
| 4    | Judd Trump     | 2      | 3      | 1      |        | 0      | 3      | 3      | 3:3     | 12:12  | 3      | 6.000 £       |
| 5    | Ricky Walden   | 0      | 3      | 1      | 3      |        | 0      | 3      | 3:3     | 10:12  | 3      | 1.000 £       |
| 6    | Barry Hawkins  | 0      | 1      | 3      | 0      | 3      |        | 1      | 2:4     | 08:14  | 2      | 0.800 £       |
| 7    | Robert Milkins | 1      | 1      | 2      | 1      | 1      | 3      |        | 1:5     | 09:16  | 1      | 0.900 £       |

|  | Qualifikation für das Halbfinale der Gruppe 2 |
|  | Qualifikation für Gruppe 3                    |

#### K.-o.-Phase
|  | Halbfinale Best of 5 Frames | Halbfinale Best of 5 Frames | Halbfinale Best of 5 Frames |  |  | Finale Best of 5 Frames | Finale Best of 5 Frames | Finale Best of 5 Frames |
|  |                             |                             |                             |  |  |                         |                         |                         |
|  |                             |                             |                             |  |  |                         |                         |                         |
|  | 1                           | Mark Selby                  | 0                           |  |  |                         |                         |                         |
|  | 4                           | Judd Trump                  | 3                           |  |  |                         |                         |                         |
|  |                             |                             |                             |  |  | 4                       | Judd Trump              | 3                       |
|  |                             |                             |                             |  |  | 2                       | Mark Williams           | 1                       |
|  | 2                           | Mark Williams               | 3                           |  |  |                         |                         |                         |
|  | 3                           | Joe Perry                   | 0                           |  |  |                         |                         |                         |
|  |                             |                             |                             |  |  |                         |                         |                         |

### Gruppe 3
Die Partien der Gruppe 3 fanden am 25. und 26. Januar 2016 statt. Stephen Maguire, Marco Fu und Michael White waren in dieser Gruppe gesetzt. Aus Gruppe 2 kamen Mark Williams und die drei Engländer Mark Selby, Joe Perry und Ricky Walden dazu.

#### Gruppenspiele
| 1 | Stephen Maguire | 3:1 | Marco Fu        | 8  | Mark Williams   | 0:3 | Mark Selby    | 15 | Michael White   | 3:2 | Mark Williams |
| 2 | Michael White   | 0:3 | Ricky Walden    | 9  | Marco Fu        | 3:0 | Ricky Walden  | 16 | Ricky Walden    | 1:3 | Mark Selby    |
| 3 | Mark Selby      | 1:3 | Stephen Maguire | 10 | Joe Perry       | 0:3 | Mark Selby    | 17 | Stephen Maguire | 3:2 | Joe Perry     |
| 4 | Joe Perry       | 3:2 | Mark Williams   | 11 | Mark Williams   | 2:3 | Ricky Walden  | 18 | Marco Fu        | 1:3 | Mark Selby    |
| 5 | Marco Fu        | 0:3 | Michael White   | 12 | Michael White   | 3:2 | Mark Selby    | 19 | Michael White   | 3:0 | Joe Perry     |
| 6 | Ricky Walden    | 3:2 | Joe Perry       | 13 | Stephen Maguire | 2:3 | Mark Williams | 20 | Marco Fu        | 1:3 | Mark Williams |
| 7 | Stephen Maguire | 3:2 | Michael White   | 14 | Marco Fu        | 0:3 | Joe Perry     | 21 | Stephen Maguire | 3:1 | Ricky Walden  |

#### Tabelle
| Pos. | Spieler         | Gegner | Gegner | Gegner | Gegner | Gegner | Gegner | Gegner | Partien | Frames | Punkte | Preisgeld NB  |
| ---- | --------------- | ------ | ------ | ------ | ------ | ------ | ------ | ------ | ------- | ------ | ------ | ------------- |
| Pos. | Spieler         | MAG    | SEL    | WHI    | WAL    | WIL    | PER    | FU     | Partien | Frames | Punkte | Preisgeld NB  |
| 1    | Stephen Maguire |        | 3      | 3      | 3      | 2      | 3      | 3      | 5:1     | 17:10  | 5      | HB 7.000 £ HB |
| 2    | Mark Selby      | 1      |        | 2      | 3      | 3      | 3      | 3      | 4:2     | 15:80  | 4      | 5.000 £       |
| 3    | Michael White   | 2      | 3      |        | 0      | 3      | 3      | 3      | 4:2     | 14:10  | 4      | 2.400 £       |
| 4    | Ricky Walden    | 1      | 1      | 3      |        | 3      | 3      | 0      | 3:3     | 11:13  | 3      | 2.100 £       |
| 5    | Mark Williams   | 3      | 0      | 2      | 2      |        | 2      | 3      | 2:4     | 12:15  | 2      | 1.200 £       |
| 6    | Joe Perry       | 2      | 0      | 0      | 2      | 3      |        | 3      | 2:4     | 10:14  | 2      | 1.000 £       |
| 7    | Marco Fu        | 1      | 1      | 0      | 3      | 1      | 0      |        | 1:5     | 06:15  | 1      | 0.600 £       |

|  | Qualifikation für das Halbfinale der Gruppe 3 |
|  | Qualifikation für Gruppe 4                    |

#### K.-o.-Phase
|  | Halbfinale Best of 5 Frames | Halbfinale Best of 5 Frames | Halbfinale Best of 5 Frames |  |  | Finale Best of 5 Frames | Finale Best of 5 Frames | Finale Best of 5 Frames |
|  |                             |                             |                             |  |  |                         |                         |                         |
|  |                             |                             |                             |  |  |                         |                         |                         |
|  | 1                           | Stephen Maguire             | 3                           |  |  |                         |                         |                         |
|  | 4                           | Ricky Walden                | 0                           |  |  |                         |                         |                         |
|  |                             |                             |                             |  |  | 1                       | Stephen Maguire         | 3                       |
|  |                             |                             |                             |  |  | 2                       | Mark Selby              | 2                       |
|  | 2                           | Mark Selby                  | 3                           |  |  |                         |                         |                         |
|  | 3                           | Michael White               | 0                           |  |  |                         |                         |                         |
|  |                             |                             |                             |  |  |                         |                         |                         |

### Gruppe 4
Die Spiele der vierten Gruppe wurden am 27. und 28. Januar 2016 ausgetragen. Die gesetzten Spieler waren Neil Robertson, Ben Woollaston und Graeme Dott. Woollaston war nachnominiert worden, an seiner Stelle sollte ursprünglich Stuart Bingham spielen, der aber aus terminlichen Gründen auf den freien Platz in Gruppe 7 wechselte.

#### Gruppenspiele
| 1 | Neil Robertson | 3:1 | Ben Woollaston | 8  | Mark Selby     | 3:0 | Ricky Walden  | 15 | Graeme Dott    | 3:2 | Mark Selby    |
| 2 | Graeme Dott    | 1:3 | Mark Williams  | 9  | Ben Woollaston | 1:3 | Mark Williams | 16 | Mark Williams  | 3:2 | Ricky Walden  |
| 3 | Ricky Walden   | 1:3 | Neil Robertson | 10 | Michael White  | 0:3 | Ricky Walden  | 17 | Neil Robertson | 3:1 | Michael White |
| 4 | Michael White  | 2:3 | Mark Selby     | 11 | Mark Selby     | 2:3 | Mark Williams | 18 | Ben Woollaston | 1:3 | Ricky Walden  |
| 5 | Ben Woollaston | 3:0 | Graeme Dott    | 12 | Graeme Dott    | 3:2 | Ricky Walden  | 19 | Graeme Dott    | 1:3 | Michael White |
| 6 | Mark Williams  | 3:0 | Michael White  | 13 | Neil Robertson | 1:3 | Mark Selby    | 20 | Ben Woollaston | 0:3 | Mark Selby    |
| 7 | Neil Robertson | 2:3 | Graeme Dott    | 14 | Ben Woollaston | 1:3 | Michael White | 21 | Neil Robertson | 3:2 | Mark Williams |

#### Tabelle
| Pos. | Spieler        | Gegner | Gegner | Gegner | Gegner | Gegner | Gegner | Gegner | Partien | Frames | Punkte | Preisgeld NB  |
| ---- | -------------- | ------ | ------ | ------ | ------ | ------ | ------ | ------ | ------- | ------ | ------ | ------------- |
| Pos. | Spieler        | WIL    | SEL    | ROB    | DOT    | WAL    | WHI    | WOO    | Partien | Frames | Punkte | Preisgeld NB  |
| 1    | Mark Williams  |        | 3      | 2      | 3      | 3      | 3      | 3      | 5:1     | 17:90  | 5      | 6.500 £       |
| 2    | Mark Selby     | 2      |        | 3      | 2      | 3      | 3      | 3      | 4:2     | 16:90  | 4      | 4.500 £       |
| 3    | Neil Robertson | 3      | 1      |        | 2      | 3      | 3      | 3      | 4:2     | 15:10  | 4      | HB 3.300 £ HB |
| 4    | Graeme Dott    | 1      | 3      | 3      |        | 3      | 1      | 0      | 3:3     | 11:15  | 3      | 2.700 £       |
| 5    | Ricky Walden   | 2      | 0      | 1      | 2      |        | 3      | 3      | 2:4     | 11:13  | 2      | 1.100 £       |
| 6    | Michael White  | 0      | 2      | 1      | 3      | 0      |        | 3      | 2:4     | 09:14  | 2      | 0.900 £       |
| 7    | Ben Woollaston | 1      | 1      | 0      | 3      | 1      | 1      |        | 1:5     | 06:15  | 1      | 0.600 £       |

|  | Qualifikation für das Halbfinale der Gruppe 4 |
|  | Qualifikation für Gruppe 5                    |

#### K.-o.-Phase
|  | Halbfinale Best of 5 Frames | Halbfinale Best of 5 Frames | Halbfinale Best of 5 Frames |  |  | Finale Best of 5 Frames | Finale Best of 5 Frames | Finale Best of 5 Frames |
|  |                             |                             |                             |  |  |                         |                         |                         |
|  |                             |                             |                             |  |  |                         |                         |                         |
|  | 1                           | Mark Williams               | 3                           |  |  |                         |                         |                         |
|  | 4                           | Graeme Dott                 | 2                           |  |  |                         |                         |                         |
|  |                             |                             |                             |  |  | 1                       | Mark Williams           | 3                       |
|  |                             |                             |                             |  |  | 2                       | Mark Selby              | 0                       |
|  | 2                           | Mark Selby                  | 3                           |  |  |                         |                         |                         |
|  | 3                           | Neil Robertson              | 1                           |  |  |                         |                         |                         |
|  |                             |                             |                             |  |  |                         |                         |                         |

### Gruppe 5
Die Partien der Gruppe 5 fanden am 22. und 23. Februar 2016 statt. Gesetzt waren David Gilbert, Mark Davis und Kyren Wilson.

#### Gruppenspiele
| 1 | David Gilbert | 2:3 | Mark Davis    | 8  | Mark Selby    | 3:0 | Graeme Dott  | 15 | Kyren Wilson  | 3:1 | Mark Selby   |
| 2 | Kyren Wilson  | 3:0 | Ricky Walden  | 9  | Mark Davis    | 0:3 | Ricky Walden | 16 | Ricky Walden  | 2:3 | Graeme Dott  |
| 3 | Graeme Dott   | 3:1 | David Gilbert | 10 | Michael Holt  | 3:0 | Graeme Dott  | 17 | David Gilbert | 2:3 | Michael Holt |
| 4 | Michael Holt  | 0:3 | Mark Selby    | 11 | Mark Selby    | 3:1 | Ricky Walden | 18 | Mark Davis    | 3:1 | Graeme Dott  |
| 5 | Mark Davis    | 3:1 | Kyren Wilson  | 12 | Kyren Wilson  | 1:3 | Graeme Dott  | 19 | Kyren Wilson  | 3:1 | Michael Holt |
| 6 | Ricky Walden  | 2:3 | Michael Holt  | 13 | David Gilbert | 1:3 | Mark Selby   | 20 | Mark Davis    | 1:3 | Mark Selby   |
| 7 | David Gilbert | 1:3 | Kyren Wilson  | 14 | Mark Davis    | 3:1 | Michael Holt | 21 | David Gilbert | 3:0 | Ricky Walden |

#### Tabelle
| Pos. | Spieler       | Gegner | Gegner | Gegner | Gegner | Gegner | Gegner | Gegner | Partien | Frames | Punkte | Preisgeld NB  |
| ---- | ------------- | ------ | ------ | ------ | ------ | ------ | ------ | ------ | ------- | ------ | ------ | ------------- |
| Pos. | Spieler       | SEL    | WIL    | DAV    | HOL    | DOT    | GIL    | WAL    | Partien | Frames | Punkte | Preisgeld NB  |
| 1    | Mark Selby    |        | 1      | 3      | 3      | 3      | 3      | 3      | 5:1     | 16:60  | 5      | HB 6.900 £ HB |
| 2    | Kyren Wilson  | 3      |        | 1      | 3      | 1      | 3      | 3      | 4:2     | 14:90  | 4      | 4.600 £       |
| 3    | Mark Davis    | 1      | 3      |        | 3      | 3      | 3      | 0      | 4:2     | 13:11  | 4      | 2.900 £       |
| 4    | Michael Holt  | 0      | 1      | 1      |        | 3      | 3      | 3      | 3:3     | 11:13  | 3      | 2.100 £       |
| 5    | Graeme Dott   | 0      | 3      | 1      | 0      |        | 3      | 3      | 3:3     | 10:13  | 3      | 1.000 £       |
| 6    | David Gilbert | 1      | 1      | 2      | 2      | 1      |        | 3      | 1:5     | 10:15  | 1      | 1.000 £       |
| 7    | Ricky Walden  | 1      | 0      | 3      | 2      | 2      | 0      |        | 1:5     | 08:15  | 1      | 0.800 £       |

|  | Qualifikation für das Halbfinale der Gruppe 5 |
|  | Qualifikation für Gruppe 6                    |

#### K.-o.-Phase
|  | Halbfinale Best of 5 Frames | Halbfinale Best of 5 Frames | Halbfinale Best of 5 Frames |  |  | Finale Best of 5 Frames | Finale Best of 5 Frames | Finale Best of 5 Frames |
|  |                             |                             |                             |  |  |                         |                         |                         |
|  |                             |                             |                             |  |  |                         |                         |                         |
|  | 1                           | Mark Selby                  | 3                           |  |  |                         |                         |                         |
|  | 4                           | Michael Holt                | 0                           |  |  |                         |                         |                         |
|  |                             |                             |                             |  |  | 1                       | Mark Selby              | 3                       |
|  |                             |                             |                             |  |  | 2                       | Kyren Wilson            | 1                       |
|  | 2                           | Kyren Wilson                | 3                           |  |  |                         |                         |                         |
|  | 3                           | Mark Davis                  | 2                           |  |  |                         |                         |                         |
|  |                             |                             |                             |  |  |                         |                         |                         |

### Gruppe 6
Für die Spiele der Gruppe 6, die am 24. und 25. Februar 2016 stattfanden, kamen Ali Carter, Dominic Dale, Martin Gould und Fergal O’Brien zu den Plätzen 2 bis 5 aus Gruppe 5 hinzu. Der Ire O’Brien erzielte in seiner Partie gegen Mark Davis das 118. Maximum Break der Snookergeschichte.

#### Gruppenspiele
| 1 | Michael Holt | 3:1 | Martin Gould   | 8  | Kyren Wilson   | 2:3 | Michael Holt | 15 | Martin Gould   | 3:2 | Mark Davis   |
| 2 | Ali Carter   | 3:1 | Dominic Dale   | 9  | Fergal O’Brien | 3:2 | Martin Gould | 16 | Ali Carter     | 3:0 | Kyren Wilson |
| 3 | Michael Holt | 2:3 | Fergal O’Brien | 10 | Martin Gould   | 1:3 | Dominic Dale | 17 | Dominic Dale   | 3:2 | Michael Holt |
| 4 | Mark Davis   | 2:3 | Kyren Wilson   | 11 | Mark Davis     | 3:1 | Michael Holt | 18 | Fergal O’Brien | 1:3 | Mark Davis   |
| 5 | Martin Gould | 1:3 | Ali Carter     | 12 | Fergal O’Brien | 2:3 | Ali Carter   | 19 | Fergal O’Brien | 0:3 | Dominic Dale |
| 6 | Dominic Dale | 2:3 | Mark Davis     | 13 | Kyren Wilson   | 2:3 | Dominic Dale | 20 | Martin Gould   | 3:2 | Kyren Wilson |
| 7 | Michael Holt | 3:2 | Ali Carter     | 14 | Fergal O’Brien | 1:3 | Kyren Wilson | 21 | Ali Carter     | 3:0 | Mark Davis   |

#### Tabelle
| Pos. | Spieler        | Gegner | Gegner | Gegner | Gegner | Gegner | Gegner | Gegner | Partien | Frames | Punkte | Preisgeld NB  |
| ---- | -------------- | ------ | ------ | ------ | ------ | ------ | ------ | ------ | ------- | ------ | ------ | ------------- |
| Pos. | Spieler        | CAR    | DAL    | HOL    | DAV    | WIL    | GOU    | OBR    | Partien | Frames | Punkte | Preisgeld NB  |
| 1    | Ali Carter     |        | 3      | 2      | 3      | 3      | 3      | 3      | 5:1     | 17:70  | 5      | 6.500 £       |
| 2    | Dominic Dale   | 1      |        | 3      | 2      | 3      | 3      | 3      | 4:2     | 15:11  | 5      | 4.700 £       |
| 3    | Michael Holt   | 3      | 2      |        | 1      | 3      | 3      | 2      | 3:3     | 14:14  | 3      | 2.400 £       |
| 4    | Mark Davis     | 0      | 3      | 3      |        | 2      | 2      | 3      | 3:3     | 13:13  | 3      | 2.300 £       |
| 5    | Kyren Wilson   | 0      | 2      | 2      | 3      |        | 2      | 3      | 2:4     | 12:15  | 2      | 1.200 £       |
| 6    | Martin Gould   | 1      | 1      | 1      | 3      | 3      |        | 2      | 2:4     | 11:16  | 2      | 1.100 £       |
| 7    | Fergal O’Brien | 2      | 0      | 3      | 1      | 1      | 3      |        | 2:4     | 10:16  | 2      | HB 1.500 £ HB |

|  | Qualifikation für das Halbfinale der Gruppe 6 |
|  | Qualifikation für Gruppe 7                    |

#### K.-o.-Phase
|  | Halbfinale Best of 5 Frames | Halbfinale Best of 5 Frames | Halbfinale Best of 5 Frames |  |  | Finale Best of 5 Frames | Finale Best of 5 Frames | Finale Best of 5 Frames |
|  |                             |                             |                             |  |  |                         |                         |                         |
|  |                             |                             |                             |  |  |                         |                         |                         |
|  | 1                           | Ali Carter                  | 3                           |  |  |                         |                         |                         |
|  | 4                           | Mark Davis                  | 0                           |  |  |                         |                         |                         |
|  |                             |                             |                             |  |  | 1                       | Ali Carter              | 3                       |
|  |                             |                             |                             |  |  | 2                       | Dominic Dale            | 1                       |
|  | 2                           | Dominic Dale                | 3                           |  |  |                         |                         |                         |
|  | 3                           | Michael Holt                | 0                           |  |  |                         |                         |                         |
|  |                             |                             |                             |  |  |                         |                         |                         |

### Gruppe 7
Mit den am 29. Februar und 1. März gespielten Partien der Gruppe 7 endete die Qualifikationsmöglichkeit für die Winners’ Group des Turniers. Es waren Matthew Selt, Liang Wenbo und Stuart Bingham gesetzt. Bingham sollte ursprünglich in Gruppe 4 spielen, wechselte aus terminlichen Gründen jedoch in Gruppe 7. Dominic Dale, Michael Holt, Mark Davis und Kyren Wilson bekamen über ihre Platzierungen in Gruppe 6 noch eine weitere Chance zur Finalqualifikation.

#### Gruppenspiele
| 1 | Matthew Selt   | 3:0 | Liang Wenbo    | 8  | Dominic Dale   | 1:3 | Mark Davis   | 15 | Stuart Bingham | 3:1 | Dominic Dale |
| 2 | Stuart Bingham | 1:3 | Kyren Wilson   | 9  | Liang Wenbo    | 3:1 | Kyren Wilson | 16 | Kyren Wilson   | 1:3 | Mark Davis   |
| 3 | Mark Davis     | 2:3 | Matthew Selt   | 10 | Michael Holt   | 2:3 | Mark Davis   | 17 | Matthew Selt   | 3:1 | Michael Holt |
| 4 | Michael Holt   | 2:3 | Dominic Dale   | 11 | Dominic Dale   | 1:3 | Kyren Wilson | 18 | Liang Wenbo    | 3:0 | Mark Davis   |
| 5 | Liang Wenbo    | 3:2 | Stuart Bingham | 12 | Stuart Bingham | 0:3 | Mark Davis   | 19 | Stuart Bingham | 3:1 | Michael Holt |
| 6 | Kyren Wilson   | 3:0 | Michael Holt   | 13 | Matthew Selt   | 0:3 | Dominic Dale | 20 | Liang Wenbo    | 3:0 | Dominic Dale |
| 7 | Matthew Selt   | 2:3 | Stuart Bingham | 14 | Liang Wenbo    | 3:2 | Michael Holt | 21 | Matthew Selt   | 3:2 | Kyren Wilson |

#### Tabelle
| Pos. | Spieler        | Gegner | Gegner | Gegner | Gegner | Gegner | Gegner | Gegner | Partien | Frames | Punkte | Preisgeld NB  |
| ---- | -------------- | ------ | ------ | ------ | ------ | ------ | ------ | ------ | ------- | ------ | ------ | ------------- |
| Pos. | Spieler        | LIA    | DAV    | SET    | WIL    | BIN    | DAL    | HOL    | Partien | Frames | Punkte | Preisgeld NB  |
| 1    | Liang Wenbo    |        | 3      | 0      | 3      | 3      | 3      | 3      | 5:1     | 15:80  | 5      | 5.000 £       |
| 2    | Mark Davis     | 0      |        | 2      | 3      | 3      | 3      | 3      | 4:2     | 14:10  | 4      | 2.700 £       |
| 3    | Matthew Selt   | 3      | 3      |        | 3      | 2      | 0      | 3      | 4:2     | 14:11  | 4      | 6.200 £       |
| 4    | Kyren Wilson   | 1      | 1      | 2      |        | 3      | 3      | 3      | 3:3     | 13:11  | 3      | 2.900 £       |
| 5    | Stuart Bingham | 2      | 0      | 3      | 1      |        | 3      | 3      | 3:3     | 12:13  | 3      | HB 1.700 £ HB |
| 6    | Dominic Dale   | 0      | 1      | 3      | 1      | 1      |        | 3      | 2:4     | 09:14  | 2      | 0.900 £       |
| 7    | Michael Holt   | 2      | 2      | 1      | 0      | 1      | 2      |        | 0:6     | 08:18  | 0      | 0.800 £       |

|  | Qualifikation für das Halbfinale der Gruppe 7 |

#### K.-o.-Phase
|  | Halbfinale Best of 5 Frames | Halbfinale Best of 5 Frames | Halbfinale Best of 5 Frames |  |  | Finale Best of 5 Frames | Finale Best of 5 Frames | Finale Best of 5 Frames |
|  |                             |                             |                             |  |  |                         |                         |                         |
|  |                             |                             |                             |  |  |                         |                         |                         |
|  | 1                           | Liang Wenbo                 | 3                           |  |  |                         |                         |                         |
|  | 4                           | Kyren Wilson                | 2                           |  |  |                         |                         |                         |
|  |                             |                             |                             |  |  | 1                       | Liang Wenbo             | 2                       |
|  |                             |                             |                             |  |  | 3                       | Matthew Selt            | 3                       |
|  | 2                           | Mark Davis                  | 1                           |  |  |                         |                         |                         |
|  | 3                           | Matthew Selt                | 3                           |  |  |                         |                         |                         |
|  |                             |                             |                             |  |  |                         |                         |                         |

## Winners’ Group

### Gruppenspiele
Die Sieger der sieben Gruppen hatten sich für die Gruppenphase der Finalrunde qualifiziert und spielten im Round-Robin-Modus um den Einzug ins Halbfinale.
| 1 | Ronnie O’Sullivan | 3:0 | Judd Trump        | 8  | Matthew Selt      | 3:0 | Mark Selby    | 15 | Stephen Maguire   | 1:3 | Matthew Selt  |
| 2 | Stephen Maguire   | 2:3 | Mark Williams     | 9  | Judd Trump        | 3:0 | Mark Williams | 16 | Mark Williams     | 0:3 | Mark Selby    |
| 3 | Mark Selby        | 2:3 | Ronnie O’Sullivan | 10 | Ali Carter        | 3:1 | Mark Selby    | 17 | Ronnie O’Sullivan | 3:2 | Ali Carter    |
| 4 | Ali Carter        | 3:1 | Matthew Selt      | 11 | Matthew Selt      | 0:3 | Mark Williams | 18 | Judd Trump        | 2:3 | Mark Selby    |
| 5 | Judd Trump        | 3:1 | Stephen Maguire   | 12 | Stephen Maguire   | 3:2 | Mark Selby    | 19 | Stephen Maguire   | 2:3 | Ali Carter    |
| 6 | Mark Williams     | 3:0 | Ali Carter        | 13 | Ronnie O’Sullivan | 3:2 | Matthew Selt  | 20 | Judd Trump        | 2:3 | Matthew Selt  |
| 7 | Ronnie O’Sullivan | 3:2 | Stephen Maguire   | 14 | Judd Trump        | 3:1 | Ali Carter    | 21 | Ronnie O’Sullivan | 0:3 | Mark Williams |

### Tabelle
| Pos. | Spieler           | Gegner | Gegner | Gegner | Gegner | Gegner | Gegner | Gegner | Partien | Frames | Punkte | Preisgeld NB   |
| ---- | ----------------- | ------ | ------ | ------ | ------ | ------ | ------ | ------ | ------- | ------ | ------ | -------------- |
| Pos. | Spieler           | SUL    | WIL    | TRU    | SET    | CAR    | SEL    | MAG    | Partien | Frames | Punkte | Preisgeld NB   |
| 1    | Ronnie O’Sullivan |        | 0      | 3      | 3      | 3      | 3      | 3      | 5:1     | 15:11  | 5      | 09.500 £       |
| 2    | Mark Williams     | 3      |        | 0      | 3      | 3      | 0      | 3      | 4:2     | 12:80  | 4      | 06.000 £       |
| 3    | Judd Trump        | 0      | 3      |        | 2      | 3      | 2      | 3      | 3:3     | 13:11  | 3      | 14.400 £       |
| 4    | Matthew Selt      | 2      | 0      | 3      |        | 1      | 3      | 3      | 3:3     | 12:12  | 3      | HB0 6.400 £ HB |
| 5    | Ali Carter        | 2      | 0      | 1      | 3      |        | 3      | 3      | 3:3     | 12:13  | 3      | 02.400 £       |
| 6    | Mark Selby        | 2      | 3      | 3      | 0      | 1      |        | 2      | 2:4     | 11:14  | 2      | 02.200 £       |
| 7    | Stephen Maguire   | 2      | 2      | 1      | 1      | 2      | 3      |        | 1:5     | 11:17  | 1      | 02.200 £       |

|  | Qualifikation für das Halbfinale der Finalrunde |

### Endrunde
|  | Halbfinale Best of 5 Frames | Halbfinale Best of 5 Frames | Halbfinale Best of 5 Frames |  |  | Finale Best of 5 Frames | Finale Best of 5 Frames | Finale Best of 5 Frames |
|  |                             |                             |                             |  |  |                         |                         |                         |
|  |                             |                             |                             |  |  |                         |                         |                         |
|  | 1                           | Ronnie O’Sullivan           | 3                           |  |  |                         |                         |                         |
|  | 4                           | Matthew Selt                | 0                           |  |  |                         |                         |                         |
|  |                             |                             |                             |  |  | 1                       | Ronnie O’Sullivan       | 2                       |
|  |                             |                             |                             |  |  | 3                       | Judd Trump              | 3                       |
|  | 2                           | Mark Williams               | 2                           |  |  |                         |                         |                         |
|  | 3                           | Judd Trump                  | 3                           |  |  |                         |                         |                         |
|  |                             |                             |                             |  |  |                         |                         |                         |

| Finale: Best of 5 Frames Crondon Park Golf Club, Stock (Essex), England, 3. März 2016 |                |            |
| Ronnie O’Sullivan                                                                     | 2:3            | Judd Trump |
| 0:92 (86), 134:0 (134), 119:0 (119), 0:89 (89), 0:92 (92)                             |                |            |
| 134                                                                                   | Höchstes Break | 92         |
| 2                                                                                     | Century-Breaks | –          |
| 2                                                                                     | 50+-Breaks     | 3          |

## Century Breaks
| Fergal O’Brien    | 147 6                                                                            |
| Mark Williams 0   | 144 2, 137, 131, 130, 129, 119, 114, 111, 110, 108, 105, 103, 102, 100 (2×)      |
| Matthew Selt      | 141 W, 121, 120, 112                                                             |
| Neil Robertson    | 140 4, 131, 117, 103                                                             |
| Stuart Bingham    | 140 7, 101                                                                       |
| Stephen Maguire   | 139 3, 138, 112, 110, 108, 102                                                   |
| Ricky Walden      | 138 1, 133, 107, 106, 102                                                        |
| Mark Selby 0      | 136, 135, 134, 133, 131 5, 129, 129, 123 (3×), 119, 116, 111, 107, 101 (2×), 100 |
| Ronnie O’Sullivan | 136, 134, 133, 126, 120, 119, 117, 115, 106                                      |
| Dominic Dale      | 134, 103                                                                         |
| Mark Davis        | 134, 103                                                                         |

| Liang Wenbo    | 133, 129, 107, 101      |
| Robert Milkins | 131, 110                |
| Graeme Dott    | 129                     |
| Marco Fu       | 126, 122                |
| Ali Carter     | 123, 122, 203, 100 (2×) |
| Michael White  | 117                     |
| Kyren Wilson   | 111, 106, 102, 100 (2×) |
| Ryan Day       | 110, 105                |
| Martin Gould   | 105                     |
| Ben Woollaston | 104                     |
| Judd Trump     | 103 (2×), 102           |
| David Gilbert  | 101                     |